# Gerlachovský štít

Il Gerlachovský štít in una rappresentazione grafica in 3D

Il Gerlachovský štít (; in tedesco Gerlsdorfer Spitze; in ungherese Gerlachfalvi-csúcs), dallo slovacco letteralmente Picco di Gerlachov, è una montagna della Slovacchia e la più elevata cima della catena degli Alti Tatra, oltre che di tutti i Carpazi.
Il punto culminante del Gerlach, come viene talvolta informalmente chiamata tale montagna, raggiunge l'altezza di 2.654,4 metri sul livello del mare. La forma piramidale del massiccio è contrassegnata da un enorme circo glaciale. Per via dell'elevazione relativamente bassa di quest'ultimo, il dislivello di circa 2.000 m dal fondovalle fa apparire all'osservatore il Gerlachovský štít ancor più imponente. Considerata una cima di media altezza nell'aspra catena degli Alti Tatra dai geografi medievali e successivi, ha sempre suscitato un certo fascino e alone di mistero per le popolazioni di diversa etnia dell'Europa centrale che si stanziavano ai piedi della stessa. Si pensi infatti che tra il XIX e la metà del XX secolo il Gerlach vantava quattro denominazioni diverse e sei ulteriori varianti. Nel corso dei secoli, è risultata la vetta più alta facente parte del Regno d'Ungheria, della Cecoslovacchia, della Repubblica Slovacca, della Repubblica Socialista Slovacca e dell'odierna Slovacchia.
Le caratteristiche geomorfologiche ed ambientali del Gerlachovský štít non presentano divergenze con il resto degli Alti Tatra, ma questa considerazione non ha ridotto l'interesse dal punto di vista biologico per questo sito localizzato a nord del parallelo che collega approssimativamente Monaco di Baviera, Salisburgo e Vienna. In virtù delle restrizioni di viaggio imposte dal blocco orientale, la montagna era visitata perlopiù da cechi, tedeschi dell'est, ungheresi, polacchi e slovacchi per via della sfida che offriva da un punto di vista alpinistico. Sebbene le autorità locali abbiano da allora limitato l'accesso alla vetta, quest'ultima continua ad attrarre un discreto numero di visitatori.

## Toponimo

### Dal XIII secolo al XX secolo
Il più antico riferimento di cui si ha notizia al picco si riscontra in una mappa del 1762 ed è Kösselberg (monte calderone), un termine che mescola probabilmente la lingua tedesca con quella parlata nel comitato di Szepes. Il nome slovacco della montagna viene indicato per la prima volta come Kotol, anch'esso significante "Calderone", nel 1821. Entrambi i nomi si riferivano al caratteristico circo glaciale che richiamava la forma di un calderone.
Il nome poi diventato comune nei libri di viaggio e nella letteratura del XIX secolo, tuttavia, è quello attuale, il quale fonde il monte con il villaggio di Gerlachov (chiamato dai tedeschi dei Carpazi Gerlsdorf), localizzato ai suoi piedi. Si può riscontrare una sorta di assonanza con il più antico riferimento generico noto con cui si indicavano le vette sopra o vicino alle terre municipali di Gerlachov, i Gerlachfalvenses montes (espressione latina con elementi ungheresi che sta per "montagne del villaggio di Gerlachov"), in un'illustrazione degli Alti Tatra del 1717. Un'altra variante risultava Gerlsdorfer Spitze (picco di Gerlachov), usato dalla prima persona che raggiunse la sommità, Ján Still, per identificarlo come il picco più alto dei Tatra nel 1838, convertito poi in slovacco in Gerlachovský chochol (Cresta di Gerlach) nell'opera scritta sempre dalla stessa persona nel 1851. Diverse altre montagne degli Alti Tatra hanno acquisito i loro nomi dai villaggi immediatamente adiacenti alle alture.
Una volta compreso che la vetta era il punto più alto della regione, il susseguirsi delle potenze che ne assunsero il controllo si interessarono al suo nome e lo cambiarono periodicamente per scopi simbolici. Nel 1896, quando era parte dell'Impero austro-ungarico, la vetta più alta dei Carpazi fu rinominata in onore dell'imperatore Francesco Giuseppe I. Vari nomignoli furono ulteriormente attribuiti alla cima, ma alcuni di essi non sono stati trascritti in alcuna fonte e non se ne ha più traccia. Dopo lo scioglimento della monarchia nel 1918, la montagna continuò ad essere conosciuta semplicemente come Gerlachovský štít perché apparteneva al villaggio di Gerlachov. Il governo polacco, rivendicando il territorio degli Alti Tatra, battezzò nello stesso periodo il monte Szczyt Polski (Monte polacco), senza mai ottenerne il controllo. Il nuovo governo cecoslovacco convertì la denominazione in Štít legionárov (Picco dei Legionari) in onore delle Legioni cecoslovacche nel 1923, ma questa fu abbandonata a favore del precedente Gerlachovský štít nel 1932. Tra le conseguenze del colpo di stato comunista nel 1948, la cima fu ribattezzata ancora in un'ennesima occasione, stavolta in Stalinov štít (Monte Stalin) nel 1949. Il tradizionale Gerlachovský štít è stato ripristinato un decennio dopo e da allora non è più mutato.

### XXI secolo
Gerlachovský štít significa "Picco (del villaggio) di Gerlachov". Il nome colloquiale in slovacco è Gerlach. In lingua polacca viene chiamato Gerlach o Gierlach, mentre le versioni informali risultano nomi Girlach e Garłuch. Il nome stesso del villaggio di Gerlachov è di origine tedesca, poiché la regione di Spiš intorno agli Alti Tatra slovacchi è stata abitata da coloni teutonici per diversi secoli.

## Storia

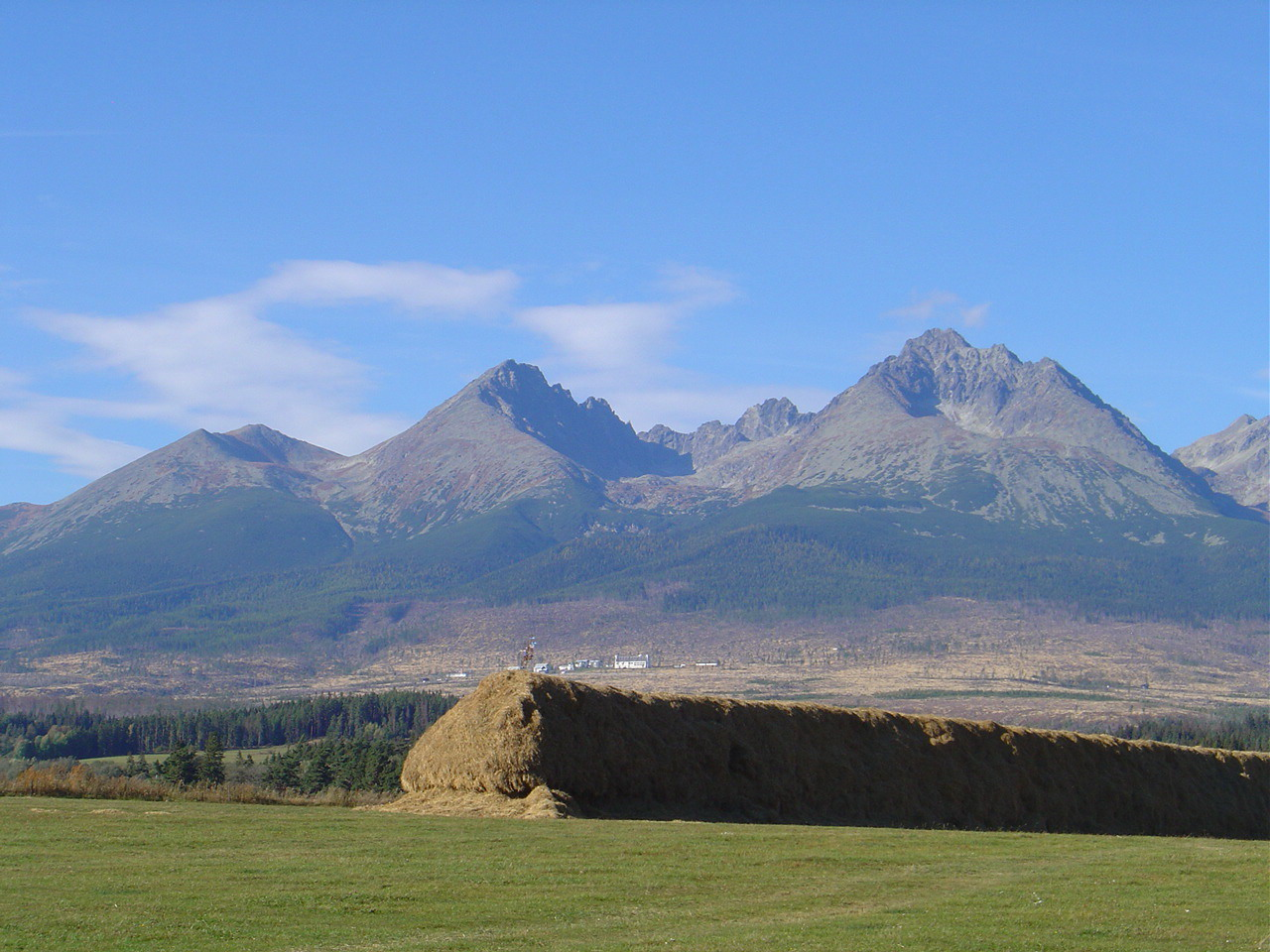
Il Gerlachovský štít (a destra) con il suo enorme circo glaciale

Il Gerlachovský štít non è sempre stata ritenuta la montagna più alta dei Tatra. Dopo la prima misurazione ufficiale dei picchi nei Tatra avvenuta durante il periodo della monarchia asburgica nel XVIII secolo, il Kriváň (2.494 m) era infatti considerata la maggiore. Le altre sommità che si contendevano il titolo nelle mappe dei cartografi del tempo erano il Lomnický štít (2.633 m) e il Ľadový štít (2.627 m). La prima persona a ritenere senza dubbi il Gerlachovský štít come la vetta più elevata fu il guardaboschi Ľudovít (Ludwig) Greiner nel 1838. La misurazione di Greiner fu di fatto confermata da un gruppo di ricerca spedito dall'esercito austriaco nel 1868, pur venendo tuttavia generalmente accettata solo dopo che l'Istituto militare di geografia di Vienna emise una nuova, autorevole raccolta di mappe dell'Europa centrale nel 1875 circa.
La prima scalata di cui si ha notizia certa fu effettuata da Ján (Johann) Still, il quale partì dal villaggio di Nová Lesná nel 1834. Nel 1880, i percorsi attraverso il Velická próba (Passo Velická) e il Batizovská próba (Passo Batizovská) furono collegati con un ponte di legno.

## Vie di salita

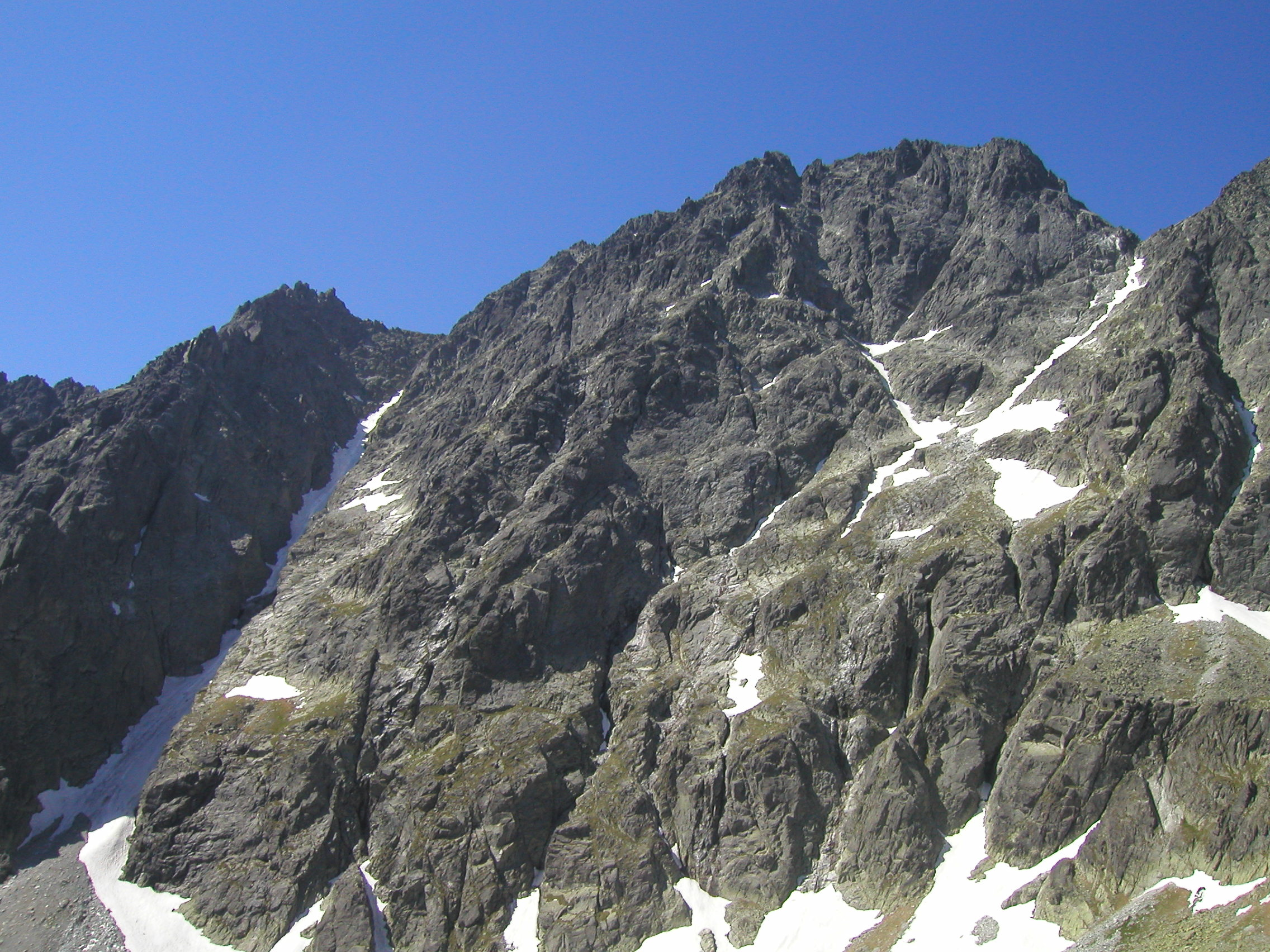
Il Gerlachovský štít visto dalla valle di Velická

Solo i membri di un'associazione nazionale UIAA possono scalare la vetta da soli. Gli altri visitatori devono affidarsi a una guida alpina certificata e le due rotte più facili da percorrere, di solito, prevedono la salita sul Velická próba e poi per il Batizovská próba, che prende il nome dalle rispettive valli nei pressi del circo montuoso. A causa di una sezione esposta lungo la Velická próba e difficile da scalare soprattutto sulla cresta, entrambe risultano tra i percorsi di arrampicata più pericolosi negli Alti Tatra. Quando non vi è la neve, le guide classificano la scalata come una salita di grado II, III (sulla scala UIAA) o inferiore. Ancor più impegnativo è il percorso denominato Martinkova: questo inizia a Poľský hrebeň e conduce alla vetta oltre una delle creste, offrendo panorami mozzafiato. Sono presenti due varianti principali, una più breve e l'altra più lunga. La prima inizia a Litvorové sedlo ed è considerata più facile, perché evita il tratto di discesa in corda doppia da Velický štít. In generale, l'uso della corda è fortemente consigliato su entrambe le varianti, essendo tra l'altro la versione completa del percorso non percorribile senza attrezzatura.
Il dislivello totale è di circa 1.000 m per coloro che trascorrono la notte all'albergo di Sliezsky Dom  o sono condotti lì da una guida alpina, mentre risulta di circa 1.665 m per coloro che si incamminano da Tatranská Polianka. In inverno, scalare il Gerlachovský štít diventa una sfida davvero impegnativa se si pensa al fatto che vi sono più percorsi da affrontare e numerosi tratti in cui sussiste il rischio di valanghe.
L'inizio del sentiero non contrassegnato si trova nei pressi di quello consigliato che sale verso la valle di Velická, vicino al margine meridionale del primo altopiano (Kvetnica) e sopra lo Sliezsky Dom. Un secondo percorso non segnato per Gerlach devia a nord-ovest verso le pendici orientali della montagna a un'altitudine di circa 1.815 m, ma si preferisce evitare una simile scelta per evitare il rischio di valanghe. La discesa più veloce e più facile è lungo la Batizovská próba. Le guide alpine seguono sempre il percorso in direzione est-ovest, salendo dalla valle di Velická e scendendo nella valle di Batizovská, al fine di evitare congestioni.
Le due scalate più popolari per l'arrampicata tecnica risultano quelle sulle pareti est e sud-ovest: entrambe sono relativamente lunghe e prevedono di salire su solide pareti rocciose in granito. La stagione migliore per l'arrampicata inizia a metà settembre e cessa a metà ottobre o quando cade la neve; in alternativa, si preferisce il periodo estivo che va da fine giugno a inizio agosto.
Il percorso per il Gerlachovský štít rientra nel territorio del Parco nazionale del Tatra, ragion per cui gli escursionisti che procedono lungo i sentieri indicati sono passibili di contravvenzioni se non si dimostra di rientrare nelle due categorie cui è consentito procedere sopraccitate (membri UIAA o persone accompagnate da una guida alpina certificata UIAGM). Pure il campeggio è soggetto a restrizioni simili. I guardaparchi e alcune guide alpine sono autorizzati a infliggere multe in loco. I tumuli che gli escursionisti costruiscono per segnare l'inizio del sentiero vengono periodicamente smantellati.

## Condizioni alla vetta

### Rischi per l'uomo
Sebbene gli autori stimino che almeno alcune delle manifestazioni del mal di montagna possano avvertirsi ad altitudini fino a 1.500-2.400 m, non si riscontrano sintomi del genere nelle scalate sui Tatra. La bassa pressione dell'aria inizia ad avere effetti marginali ma rilevabili solo al vertice (2.654,4 m). L'acqua bolle a circa 91,5 °C e la saturazione arteriosa dell'ossigeno è di circa l'8% inferiore rispetto alla maggior parte dei luoghi di residenza dei visitatori, ma è difficile distinguere una leggera privazione di O2 in vetta dalla fatica causato dallo sforzo necessario per raggiungerlo. Gli autori parlano di una possibile compromissione sensoriale minima sopra i 1.500 metri. A differenza del fitness, l'età di per sé non è un fattore determinante per raggiungere il punto più alto dei Tatra. La famosa guida dei Tatra Ján Počúvaj ha condotto i clienti sulla vetta del Gerlach fino all'età di 76 anni.

### Panorama
Già in un'opera del XIX secolo scritta da una guida britannica il panorama visto dalla vetta appariva "impressionante e pittoresco". Anche oggi gli escursionisti moderni, raggiunta la sommità, hanno la possibilità di scorgere le vette più alte e molte altre degli Alti Tatra, dal Kriváň a ovest al Široká a nord e al Lomnický štít a est. Più in lontananza, ma spesso visibili, compaiono i Bassi Tatra orientali a sud e parte dei Belianske Tatra a est. Quando il cielo è particolarmente terso, evento che avviene in maniera più comune in autunno e in inverno, si possono scorgere lo Stolické vrchy, il Volovské vrchy, una sezione del Parco nazionale del paradiso slovacco e la catena montuosa del Branisko. Inoltre, sempre nelle giornate migliori, la visibilità può estendersi alle Alpi austriache e ai Monti dei Giganti situati a ridosso del confine tra la Polonia e la Repubblica Ceca e a centinaia di chilometri di distanza dal Gerlachovský štít.
Un maggiore entusiasmo nell'ammirazione del panorama segnalato dagli escursionisti è almeno in parte attribuibile alla loro consapevolezza di trovarsi nel punto più alto di tutta l'Europa settentrionale e centrale (oltre che dei paesi di Visegrád). La visibilità è di soli 10 km o meno nella maggior parte dei pomeriggi estivi a causa della quantità di vapore acqueo nell'aria o a causa della nuvolosità e della foschia. La lunga cresta del Končistá a ovest impedisce di scorgere oltre l'orizzonte, allo stesso modo delle aree vicino alla montagna verso sud e nord che sono oscurate dal massiccio del Gerlach stesso. Diverse altre vette negli Alti Tatra, comprese alcune che vantano percorsi consigliati, offrono panorami pieni di precipizi, paesaggi suggestivi e ampie vallate.

### Clima

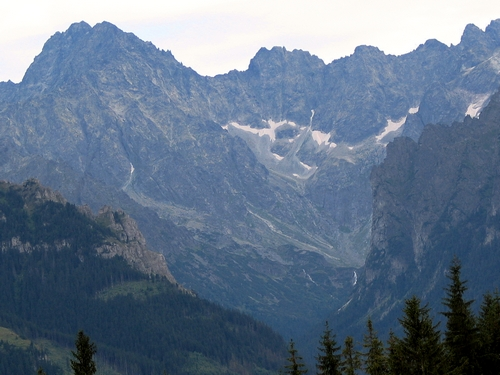
Il Gerlachovský štít (a sinistra) visto da Rusinowa Polana

Gli effetti del clima d'alta quota su coloro che scalano il Gerlachovský štít sono ancor più enfatizzati dall'altitudine. Il gradiente di temperatura tra le località montane dei Tatra (900-1.350 m) e la vetta risulta talvolta notevole. La bassa temperatura dell'aria più in alto può essere mascherata da cieli sereni, ma con il tempo questa tende a creare una vasta copertura nuvolosa. In combinazione con le condizioni del vento, il clima può variare in fretta anche senza che cadano pioggia o neve. La vetta scompare tra le nuvole per diverse ore quasi tutti i giorni, comportando la formazione di nebbia a quella quota e possibile disorientamento e ansia per chi si avventura.
Mentre le temperature sono un po' più basse sul Gerlachovský štít a causa della sua altitudine, il clima e il suo potenziale impatto sui visitatori è leggermente diverso da quelle di altre vette degli Alti Tatra. Il tipico andamento meteorologico estivo giornaliero è condizionato da mattinate serene, nuvole che si addensano verso mezzogiorno, rovesci occasionali e temporali nel pomeriggio. La probabilità di precipitazioni è minima tra le 9:00 e le 10:00, mentre il rischio maggiore si corre tra le 14:00 e le 15:00, con un abbassamento dei gradi dopo le 18:00. La frequenza dei temporali con fulmini (al contrario dei temporali) sulla vetta del Gerlach e sulle altre creste più alte non presenta grandi differenze con le quote più basse, ma l'esposizione degli escursionisti al vento, alla pioggia (a volte gelida) e ai fulmini comporta un maggiore indice di pericolosità per l'assenza di rifugi in cui recarsi. Il più vicino per chi sale sul Gerlach è quello del Sliezsky Dom: non esistono rifugi naturali quali ad esempio caverne situati lungo il percorso.
|                                                           | Gen | Feb | Mar | Apr | Mag | Giu | Lug | Ago | Set | Ott | Nov | Dic |
| --------------------------------------------------------- | --- | --- | --- | --- | --- | --- | --- | --- | --- | --- | --- | --- |
| Temperatura in Cº alle ore 14:00/15:00                    | -11 | -11 | -8  | -5  | 0   | 3   | 5   | 5   | 2   | -1  | -6  | -9  |
| Precipitazioni (mm)                                       | 120 | 120 | 100 | 130 | 120 | 190 | 190 | 140 | 90  | 90  | 130 | 150 |
| Giorni con lampi o tuoni                                  | 0   | 0   | 0   | 2   | 5   | 9   | 9   | 6   | 2   | 0   | 0   | 0   |
| Giorni di nuvolosità                                      | 21  | 20  | 22  | 23  | 26  | 25  | 26  | 24  | 21  | 19  | 21  | 21  |
| Giorni di ghiaccio                                        | 19  | 15  | 16  | 16  | 13  | 5   | 4   | 5   | 10  | 11  | 17  | 19  |
| Giorni di neve                                            | 19  | 16  | 18  | 19  | 16  | 9   | 5   | 4   | 6   | 11  | 17  | 19  |
| Giorni in cui i depositi di neve superano 1 cm di altezza | 31  | 28  | 31  | 30  | 24  | 8   | 4   | 3   | 6   | 15  | 28  | 31  |
| Giorni in cui la visibilità >20 km alle 14:00/15:00       | 15  | 12  | 12  | 7   | 3   | 3   | 4   | 5   | 8   | 17  | 15  | 15  |

### Esplicative
1. ↑  I dati della tabella, relativi alla cima del monte, seguono le medie dei vari decenni successivi al 1950. È possibile che questi possano differire dalle medie odierne o che possano fornire risultati alterati rispetto a una misurazione temporale più vasta.

### Bibliografiche
1. 1 2 3   Lisa Dunford e Brett Atkinson, Repubblica Ceca e Slovacchia, EDT srl, 2010,  p. 53, ISBN 978-88-6040-548-7.
2. ↑  (EN) Gerlachovský štít, Slovakia, su peakbagger.com. URL consultato il 15 febbraio 2021.
3. ↑  (EN) Europe ultra-prominences, su peaklist.org. URL consultato il 15 febbraio 2021.
4. 1 2 3 4 5 6  (EN) Gerlachovsky Stit, su summitpost.org, 27 dicembre 2005. URL consultato il 16 febbraio 2021.
5. ↑  (EN) Milan Olejník, Impact of external factors upon the formation of ethnicity - the case of German community living in the region of Zips, su saske.sk, Košice, Accademia slovacca delle Scienze, 2002. URL consultato il 17 febbraio 2020 (archiviato dall'url originale il 14 marzo 2012).
6. ↑   Francis Florian Czaki, Mappa geographica repræsentans partem Hungariæ nempe sic dictum Comitatum de Zips, su raremaps.com, 1762. URL consultato il 17 febbraio 2021.
7. 1 2 3 4 5 6  (EN) John Everett-Heath, The Concise Dictionary of World Place Names, 3ª ed., Oxford University Press, 2017,  p. 701, ISBN 978-0-19-255646-2.
8. ↑  (DE) Alexander Franz Heksch, Illustrierter Führer durch die Karpathen und Oberungarischen Badeorte Handbuch für Touristen und Geschäfte-Reisende, Hartleben, 1881,  p. 111.
9. ↑  (SK) Accademia di storia slovacca, Historický sborník, vol. 3, Časopis, 1940,  p. 253.
10. ↑  (DE) Montagne della Slovacchia: il Gerlach o il Gerlsdorfer Spitze, la montagna più alta di tutti i Carpazi, su wm-aktiv-reisen.de, 5 luglio 2020. URL consultato il 16 febbraio 2021.
11. ↑   Gerlachovsky chochol (GIF), su en.m.wikipedia.org. URL consultato il 16 febbraio 2021.
12. ↑   La vetta dei Monti Tatra polacchi [collegamento interrotto], su znaczki-turystyczne.pl. URL consultato il 16 febbraio 2021.
13. ↑  (SK) Ivan Bohuš, Od A po Z o názvoch Vysokých Tatier, Štátne lesy TANAPu, 1996, ISBN 978-80-967522-7-0.
14. ↑  (PL) Gerlach, su encyklopedia.interia.pl. URL consultato il 16 febbraio 2021 (archiviato dall'url originale l'8 luglio 2012).
15. ↑  (EN) Francesca Davis Di Piazza, Slovakia in pictures, Twenty-First Century Books, 2010,  p. 9, ISBN 978-0-7613-6383-5.
16. ↑  (DE) Ludwig Greiner, Die Gerlsdorfer Spitze als die höchste Gebirgshöhe der Karpathen, 1839.
17. ↑   Sala commemorativa di Ľudovít Greiner a Revúca, su vypadni.sk. URL consultato il 16 febbraio 2021.
18. ↑  Contrariamente a quanto suggerisce il titolo, la raccolta di mappe ne contava 14:  Josef Schlacher, General-Karte von Mittel-Europa. In 12 Blättern. circa, 1875.
19. ↑   John (Johann) Still [collegamento interrotto], su novalesna.sk, 2 agosto 2004. URL consultato il 16 febbraio 2021.
20. ↑  (EN) Welcome to Czechoslovakia, Czechoslovak News Agency, 1984,  p. 61.
21. 1 2 3  (EN) Gerlachovský štít (menù a sinistra), su tatry.nfo.sk. URL consultato il 16 febbraio 2021 (archiviato dall'url originale il 25 ottobre 2019).
22. ↑   Carlo Curtolo, La traversata degli Alti Tatra, un trekking tra Slovacchia e Polonia (PDF), in Bollettino SAT, 1 (I trimestre), Società Alpinisti Tridentini, 2012,  p. 11. URL consultato il 6 novembre 2022.
23. ↑  (EN) Geoff Brundrett, Sickness at high altitude: a literature review, in Journal of the Royal Society of Health, 2002.
24. ↑  (EN) O. Peter Snyder Jr., Boiling point / Atmospheric pressure / Altitude tables, St. Paul, 2002,  pp. 1-3.
25. ↑   Herbert N. Hultgren, High Altitude Medicine, Hultgren Publications, 1997,  p. 501, ISBN 978-0-9655183-0-7.
26. ↑  (SK) Václav Cibula, Šestsetkrát na vrcholu, Krásy domova, 1963.
27. ↑   Karl Baedeker, Austria, Including Hungary, Transylvania, Dalmatia, and Bosnia: Handbook for Travellers, 1kg Limited, 2019,  p. 222, ISBN 978-0-331-79829-6.
28. ↑   Imrich JAKAB e Peter PETLUŠ, The use of viewshed analysis in creation of maps of potential visual exposure (PDF), Ostrava,  p. 3. URL consultato il 18 febbraio 2021 (archiviato dall'url originale il 19 gennaio 2022).
29. ↑  (SK) Matica slovenská, Slovenská národná bibliografia: Články, vol. 28, Matica slovenská, 1982,  p. 110.
30. 1 2 3  (EN) Juan Antonio Ballesteros-Canovas et al., Flash floods in the Tatra Mountain streams: Frequency and triggers, in Science of The Total Environment, gennaio 2015.
31. 1 2 3  (SK) Mikuláš Konček et al., Klíma Tatier, Bratislava, Vydavatel'stvo Slovenskej Akadémie Vied, 1974.
32. ↑  (SK) Vojtech Briedoň, Kazimierz Chomicz e Mikuláš Konček, Snehové pomery, in Klíma Tatier, 1974.